# 진 악후
진 악후(晉 鄂侯, ? ~ 기원전 718년)는 중국 춘추 시대 진나라의 제14대 임금이다. 이름은 극(郤)이다. 재위 기간은 기원전 723년부터 기원전 718년이다.

## 생애
《죽서기년》에 따르면, 곡옥장백 12년(기원전 719년)에 곡옥으로 쳐들어가 곡식을 태우고 귀환했다.
《사기》와 《좌전》의 기록이 서로 다르다.
《사기》에 따르면, 진악후는 전 임금 진효후의 아들로, 재위 6년 만에 죽었다. 곡옥장백이 악후 사후 틈을 노려 진나라를 공격했으나 주 평왕(《사기》 권12 12제후연표에서는 주 환왕)의 명령을 받은 서괵공의 공격을 받아 물러나 악후의 아들 애후가 즉위했다고 전한다.
《좌전》에 따르면, 진악후는 전 임금 효후의 아우로, 노은공 5년(기원전 718년) 곡옥장백이 정, 형 사람을 거느리고 익(진나라의 서울)을 공격하자, 주환왕이 윤씨와 무씨(주나라의 세족 대부)를 보내 곡옥장백을 지원해, 악후는 수로 달아났다. 곡옥장백이 주나라를 배반하자, 주환왕은 경사 괵공 기보를 보내 곡옥을 공격하여 악후의 아들 애후를 세웠다. 이듬해(기원전 717년), 익의 대부 가보(嘉父)가 수에서 악후를 맞이해 왔으나, 이미 애후가 임금이 되었으므로 익으로 돌아가지 못하고 악(鄂) 땅에 거주했다. 이 때문에 진나라 사람들이 악후라고 했다.

## 참고 문헌
- 정태현. 《역주 춘추좌씨전》. 전통문화연구회. 208쪽. ISBN 89-85395-72-6.

| 선대 진 효후 | 제14대 진나라 임금 기원전 723년 ~ 기원전 718년 | 후대 진 애후 |